# Jacques Zwobada
Jacques Zwobada (Neuilly-sur-Seine, 6 de agosto de 1900 - París, 6 de septiembre de 1967) fue un escultor y pintor francés de origen checo.

## Datos biográficos
Con Talento para el dibujo, se convirtió en estudiante de la Escuela de Bellas Artes de 1918 a 1924.
Muy marcado por la influencia de la escultura de Rodin se alejará de la influencia de las formas del maestro.
En 1925, ganó la medalla de oro de la Exposición de Artes Decorativas de 1925.
En 1926, Jacques Zwobada se convirtió en un artista de renombre que recibió su primera comisión oficial para un monumento al músico André Caplet en Havre.
En 1928, ganó el segundo Gran Premio de Roma.
En 1929, recibió junto al escultor René Letourneur, el primer premio en el concurso internacional para el monumento a Bolívar en Quito, Ecuador. El jurado estuvo presidido por Aristide Maillol.
Zwobada y Letourneur ocuparon cuatro años para ejecutar este colosal monumento a su tamaño real, en los talleres que preparados en Fontenay-aux-Roses. Zwobada trabajó en Fontenay a lo largo de su vida.
En 1934 fue nombrado profesor de la Escuela de Artes Aplicadas de París. Ocupó este cargo hasta 1962.
A partir de 1935, comenzó a realizar muchos bustos.
En 1944, es encargado de la docencia en la Ecole Normale Supérieure de Educación Técnica.
En 1948, se casó con Antonia Fiermonte, que acaba de divorciarse René Letourneur. Él tiene un amor apasionado por Antonia Fiermonte, lo que se traducirá en la obra de la glorificación del cuerpo de la amada.
El mismo año, viajó a Venezuela. Es apoyado por el Ministerio de Asuntos Exteriores como profesor en la Escuela de Bellas Artes de Caracas y asesor artístico del gobierno venezolano. Zwobada recibió en 1948, el Gran Premio de Escultura de la Exposición Anual de Caracas. Permanecerá en América del Sur hasta 1950.
El 3 de abril de 1956, su esposa, Antonia, murió. Zwobada decide guardar su memoria en el cementerio de Mentana, cerca de Roma, con un monumento diseñado por su amigo el arquitecto Paul Herbe.
En 1962 fue nombrado profesor corrector de la Escuela de Bellas Artes.
Es nombrado Caballero de las Artes y las Letras de Francia.
En 1963, recibió la Legión de Honor. El mismo año, completó el diseño de tres tapices en los talleres Pinto de Aubusson.
El 6 de septiembre de 1967, Jacques Zwobada murió en París. Está enterrado junto a su esposa en la tumba de Mentana, en Italia.

## Obras

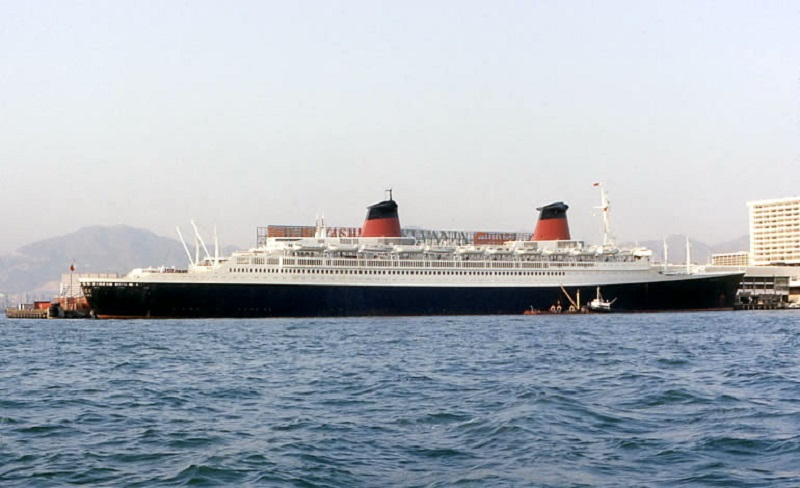
El paquebote France

Entre las mejores y más conocidas obras de Jacques Zwobada se incluyen las siguientes obras monumentales:
- Esculturas que todavía adornan la Facultad de Letras de Rennes.
- un mosaico del paquebote France, barco en el que también trabajó el pintor Roger Chapelain-Midy.
- 1929 - 1933 el monumento a Simón Bolívar, Quito.
- dibujos al carbón en los talleres de tapices de Aubusson.
- 1925 - 1926: busto del músico André Caplet, Le Havre.
- 1928: ilustraciones para Lo specchio di Gesù de Henry Ghéon y André Caplet, 37 ilustraciones.
- 1934: puerta monumental al cementerio monumental de Belfor.
- 1937: 2 bajorrelieves.
- 1938 - 1939: un bajorrelieve.
- 1943: decoración para un hotel parisino.
- 1945 - 1946: serie de 10 diseños para una edición limitada del libro El sueño de un fauno de Stéphane Mallarmé.[4]
- 1945 - 1946: serie 25 litografías ilustraciones de los 25 poemas de "Las flores del mal", en edición limitada de Charles Baudelaire.[4]
- 1952: figura de mármol para jardín privado en Caracas.
- 1957: altorrelieve para un liceo.
- 1957: cartón in bianco y negro para el monumento fúnebre de su esposa en el cementerio de Mentana.
- 1961: mosaico Invito al viaggio.